# Emmy Albus

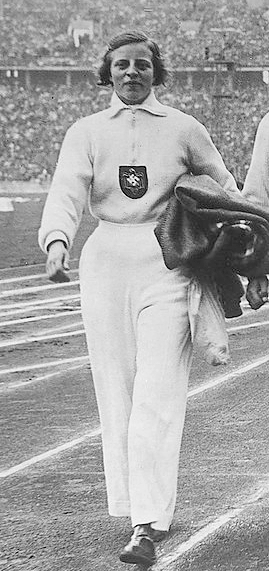
Emmy Albus, Olympische Spiele 1936

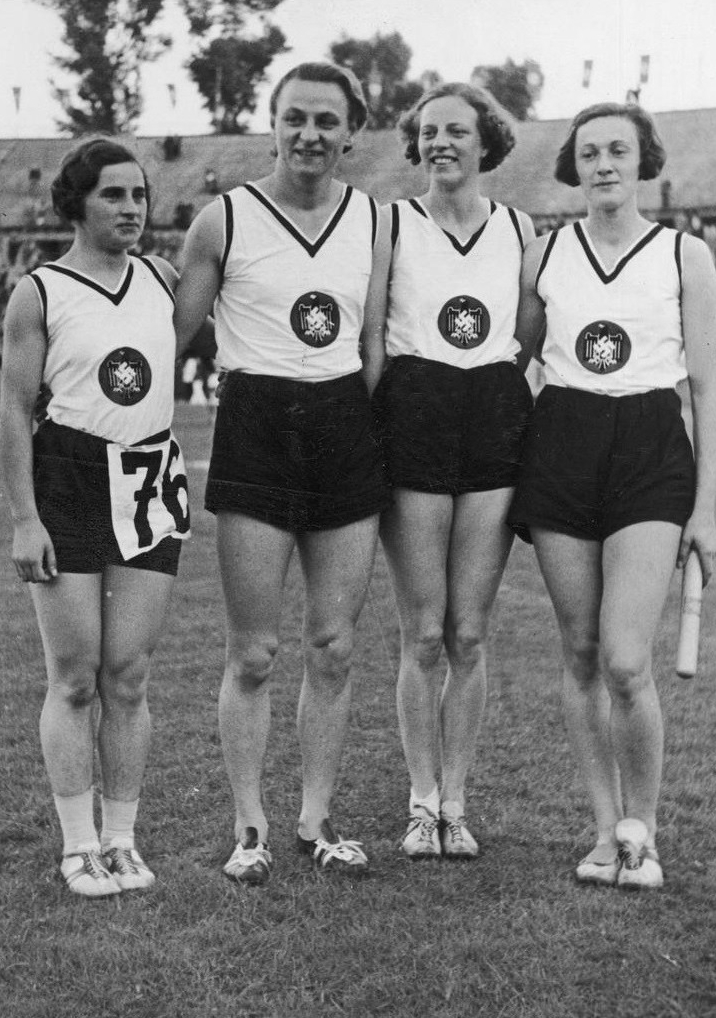
Deutsche 4-mal-100-Meter-Staffel bei den Europameisterschaften 1938 (von links: Josefine Kohl, Käthe Krauß, Emmy Albus, Ida Kühnel)

Emmy Albus, auch Emmi Albus, (* 13. Dezember 1911 in Barmen (heute zu Wuppertal); † 20. September 1995 in Berlin) war eine deutsche Leichtathletin, die in den 1930er Jahren im 100-Meter-Lauf erfolgreich war.

## Leben
In den 1930er Jahren war Albus Teil der deutschen 4-mal-100-Meter-Staffel, die zur damaligen Weltspitze gehörte. Bei den Olympischen Spielen 1936 in Berlin wurde sie zunächst Sechste im 100-Meter-Lauf (12,3 s). Mit der 4-mal-100-Meter-Staffel gehörte sie zu den Favoriten auf den Olympiasieg, was durch einen neuen Weltrekord im Vorlauf eindrucksvoll bestätigt wurde. Im Finale misslang jedoch der letzte Wechsel und nach Stabverlust schied die deutsche Staffel (Emmy Albus, Käthe Krauß, Marie Dollinger, Ilse Dörffeldt) – zu diesem Zeitpunkt klar in Führung liegend – aus.
Bei den Europameisterschaften 1938 konnte die deutsche Staffel (Josefine Kohl, Käthe Krauß, Emmy Albus, Ida Kühnel) ihrer Favoritenrolle hingegen gerecht werden und gewann die Goldmedaille im 4-mal-100-Meter-Lauf; die Siegeszeit von 46,8 s war zudem ein neuer EM-Rekord. Im 100-Meter-Lauf belegte sie den sechsten Platz (12,4 s).
Albus gehörte zunächst bis 1936 dem Sportverein Barmer TV 1846 an, dann dem SC Charlottenburg. Nach dem Zweiten Weltkrieg startete sie für den SSV Wuppertal 04, der 1954 in den Wuppertaler SV aufging.
1956 heiratete sie den Sprinter Walter Liersch.

## Rekorde 4-mal-100-Meter-Staffellauf
- 48,7 s, deutscher Rekord; 10. Juni 1934, Wittenberg (Emmy Albus, Käthe Krauß, Marie Dollinger, Ilse Dörffeldt)
- 47,5 s, Europarekord; 24. Juni 1934, Lennep (Emmy Albus, Käthe Krauß, Marie Dollinger, Ilse Dörffeldt)
- 46,5 s, Weltrekord; 21. Juni 1936, Köln (Käthe Krauß, Emmy Albus, Marie Dollinger, Grete Winkels)
- 46,4 s, Weltrekord; 8. August 1936, Berlin (Vorlauf der Olympischen Spiele; Emmy Albus, Käthe Krauß, Marie Dollinger, Ilse Dörffeldt)
- 46,8 s, EM-Rekord; 18. September 1938, Wien (Europameisterschaften; Josefine Kohl, Käthe Krauß, Emmy Albus, Ida Kühnel)